# WPHL 1909

Sezona 1908/09 lige WPHL je bila šesta sezona lige Western Pennsylvania Hockey League pod imenom WPHL, vključujoč še sezone lige IPHL pa deveta.

## Končna lestvica
| Moštvo                   | OT | Z  | P  | R | GF | GA | TOČ | Povpr. |
| ------------------------ | -- | -- | -- | - | -- | -- | --- | ------ |
| Duquesne Athletic Club   | 15 | 10 | 4  | 1 | 67 | 45 | 21  | .714   |
| Pittsburgh Bankers       | 15 | 9  | 4  | 2 | 56 | 50 | 20  | .692   |
| Pittsburgh Lyceum*       | 8  | 4  | 3  | 1 | 31 | 25 | 9   | .571   |
| Pittsburgh Athletic Club | 14 | 1  | 13 | 0 | 43 | 77 | 2   | .071   |

- Lyceum je sodelovanje z ligo prekinil 23. decembra 1908.